# Volby do Zastupitelstva města Ostravy 2018
Volby do zastupitelstva města Ostravy v roce 2018 proběhly v pátek 5. a v sobotu 6. října.

## Kandidátní listiny
O post primátora se uchází celkem 15 kandidátů. Jednotlivé strany, hnutí a uskupení kandidují v následujícím vylosovaném pořadí:
| číslo | Volební strana                     | Lídr/yně          | Počet hlasů | Hlasy v % | Mandáty | Bilance |
| ----- | ---------------------------------- | ----------------- | ----------- | --------- | ------- | ------- |
| 1     | Česká strana sociálně demokratická | Jiří Srba         |             | 5,52%     | 3       |         |
| 2     | STAN                               | Jiří Jureček      |             | 2,96%     | 0       |         |
| 3     | SSPD-SP                            | Radoslav Štědroň  |             | 0,39%     | 0       |         |
| 4     | KDU-ČSL                            | Zbyněk Pražák     |             | 5,82%     | 3       |         |
| 5     | Dobrá volba 2016                   | Petr Taraba       |             | 0,25%     | 0       |         |
| 6     | ANO 2011                           | Tomáš Macura      |             | 32,71%    | 21      |         |
| 7     | JAUNER Československo 2018         | Marie Flachsová   |             | 0,12%     | 0       |         |
| 8     | Ostravak                           | Lukáš Semerák     |             | 11,49%    | 7       |         |
| 9     | SPD                                | Václav Kubín      |             | 6,76%     | 4       |         |
| 10    | LEČO                               | Libuše Přikrylová |             | 3,90%     | 0       |         |
| 11    | KSČM                               | Martin Juroška    |             | 8,95%     | 6       |         |
| 12    | Nezávislí                          | Patrik Hujdus     |             | 2,60%     | 0       |         |
| 13    | BOS                                | Martin Mařák      |             | 0,14%     | 0       |         |
| 14    | ODS                                | Zdeněk Nytra      |             | 9,73%     | 6       |         |
| 15    | Piráti                             | David Witosz      |             | 8,95%     | 5       |         |